# Апорокактус Концатти
Апорокактус Концатти (лат. Aporocactus conzattii) — вид кактусов из рода Апорокактус.

## Описание
Стебли ярко-зелёные, плетевидные до ползучих, 1—2 см в диаметре. Рёбра (6—10) низкие, но отчетливо выраженные, с бугорками. Колючки (15—20) от жёлтых до светло-коричневых, игловидные, 0,8—1 см длиной, три-четыре из них можно рассматривать как центральные.
Цветки кирпично-красные, до 9 см длиной.

## Распространение
Апорокактус Концатти распространён в Мексике (Керро-Сан-Фелипе).